# Chitado
Chitado – miasto w Angoli, w prowincji Cunene.